# ニューヨーク・スタジアム
ニューヨーク・スタジアム（New York Stadium）は、イングランド・サウス・ヨークシャー州ロザラムにあるサッカー専用スタジアム。2012年の開場以来ロザラム・ユナイテッドFCがホームスタジアムとして使用している。

## 概要
2008年5月、ロザラム・ユナイテッドFCは新スタジアム建設を発表し、2010年1月に建設予定地を購入した。2011年6月から1年1ヶ月の工程がスタートし、2012年3月12日にケント公エドワードを招いて落成式が執り行われた。こけら落しは2012年7月19日に親善試合として行われたロザラム・ユナイテッドFC対バーンズリーFCの試合であり、ロザラム・ユナイテッドが2-1で勝利を収めた。
2014年11月21日、地元企業のAESSEAL社がスタジアムの命名権を購入し、AESSEALニューヨーク・スタジアム (AESSEAL New York Stadium)と命名された。
2022年7月にはUEFA欧州女子選手権2022を開催する8つのスタジアムのうちの一つに選定され、グループステージ3試合と準々決勝1試合が行われた。

## 開催された主な試合
- UEFA欧州女子選手権2022

| 日付          | ホームチーム | 結果         | アウェーチーム | ラウンド  |
| ------------- | ------------ | ------------ | -------------- | --------- |
| 2022年7月10日 | フランス     | 5-1          | イタリア       | グループD |
| 2022年7月14日 | フランス     | 2-1          | ベルギー       | グループD |
| 2022年7月18日 | アイスランド | 1-1          | フランス       | グループD |
| 2022年7月23日 | フランス     | 1-0 (延長戦) | オランダ       | 準々決勝  |

## ギャラリー

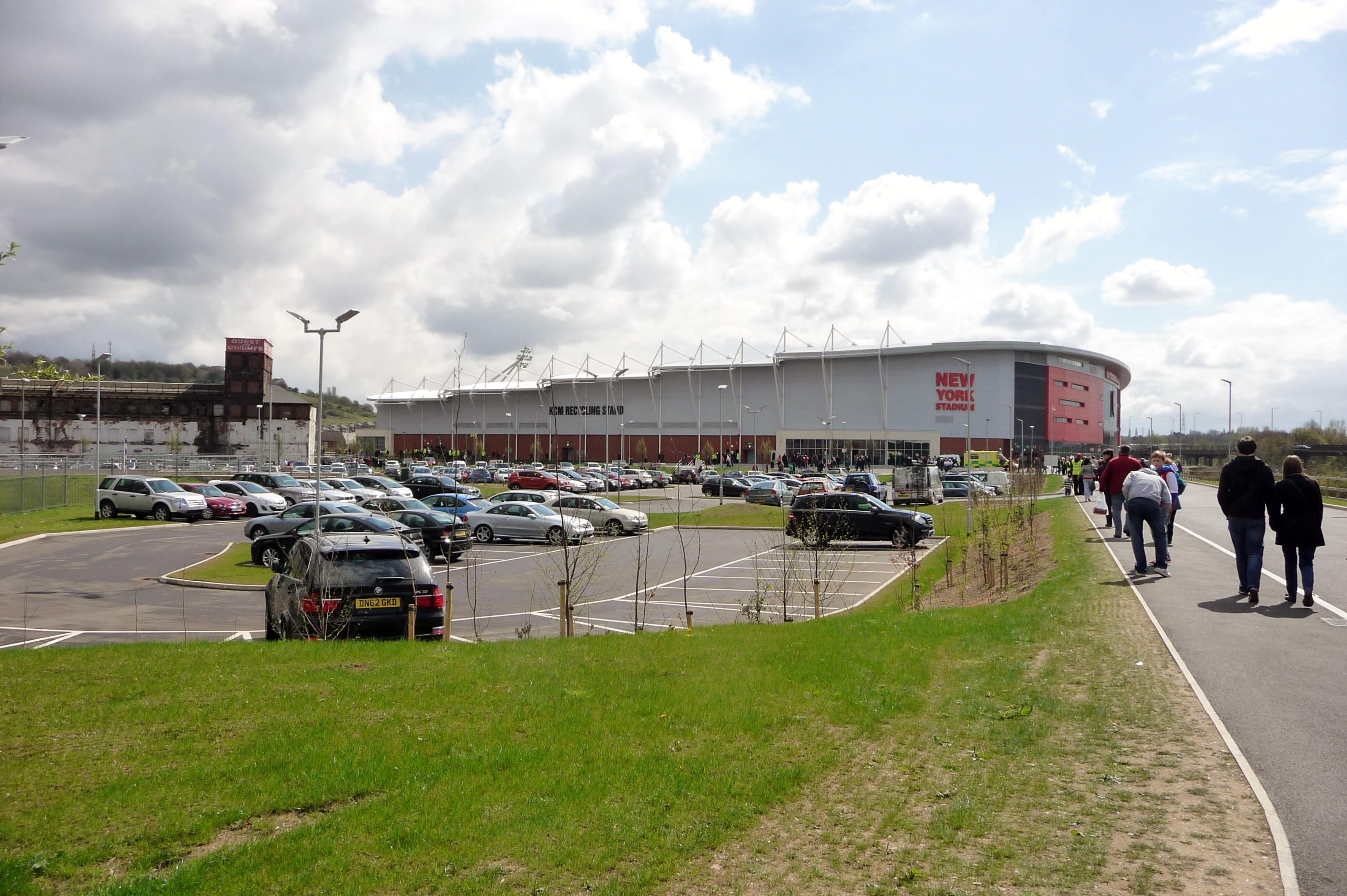
外観1
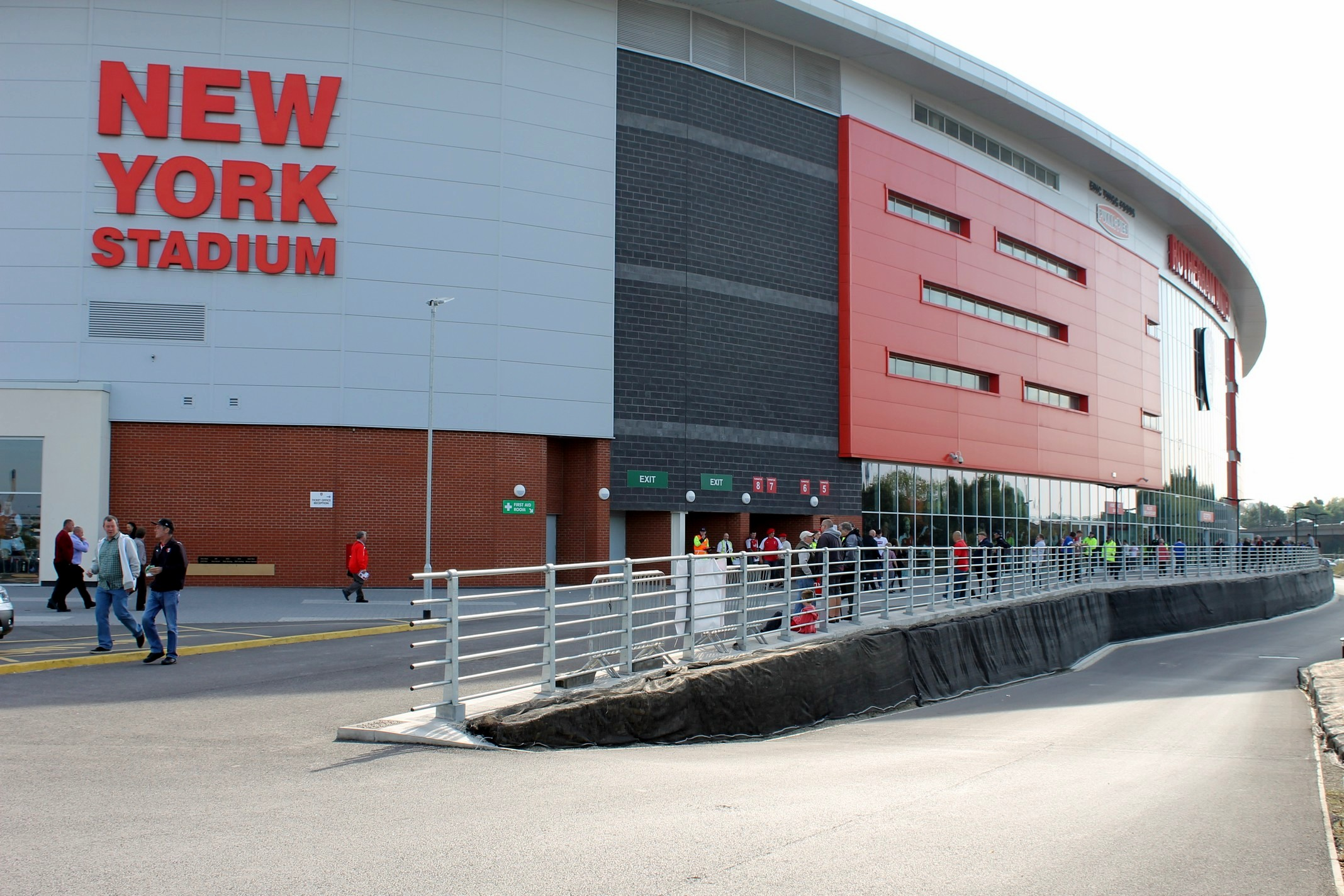
外観2
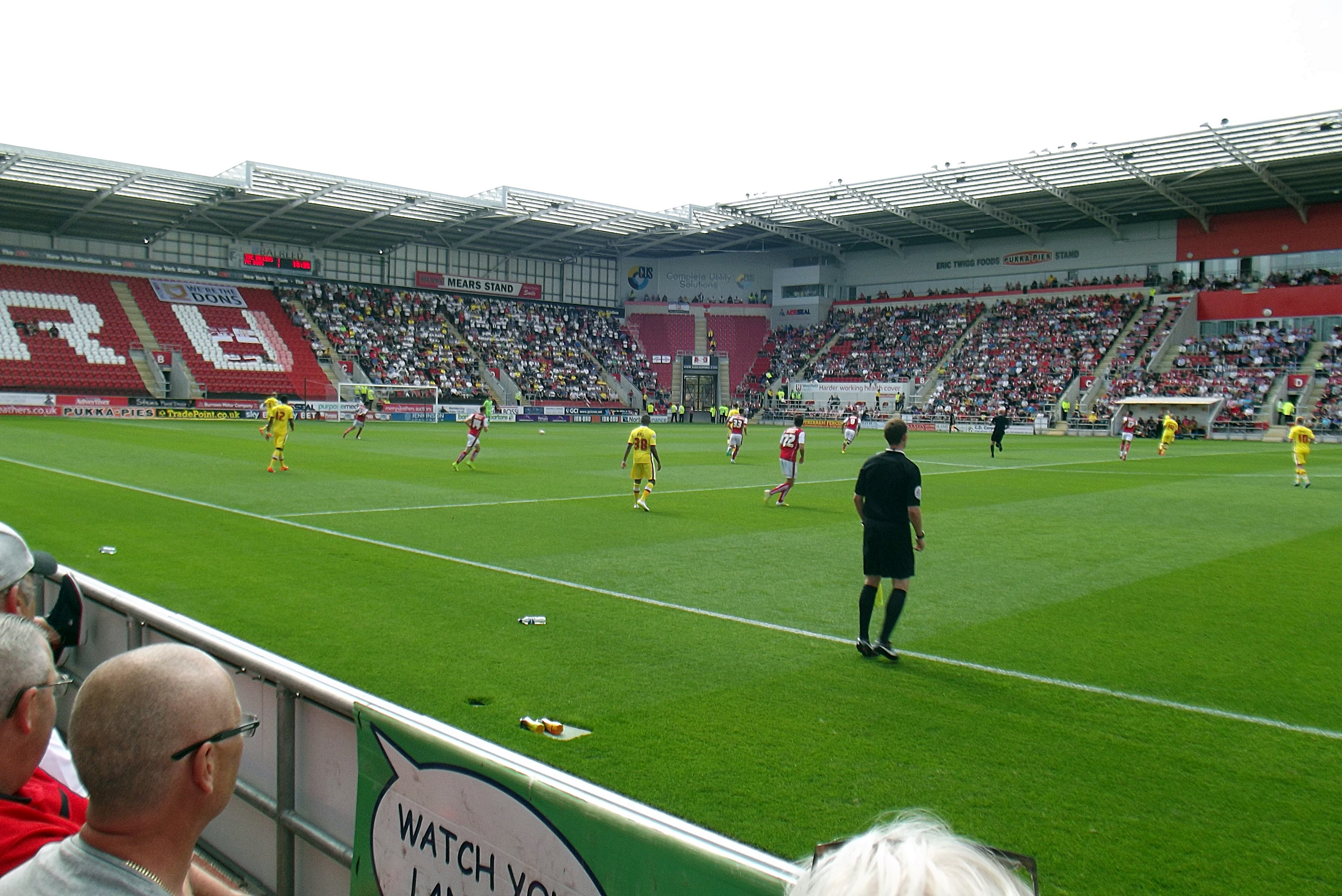
内観1
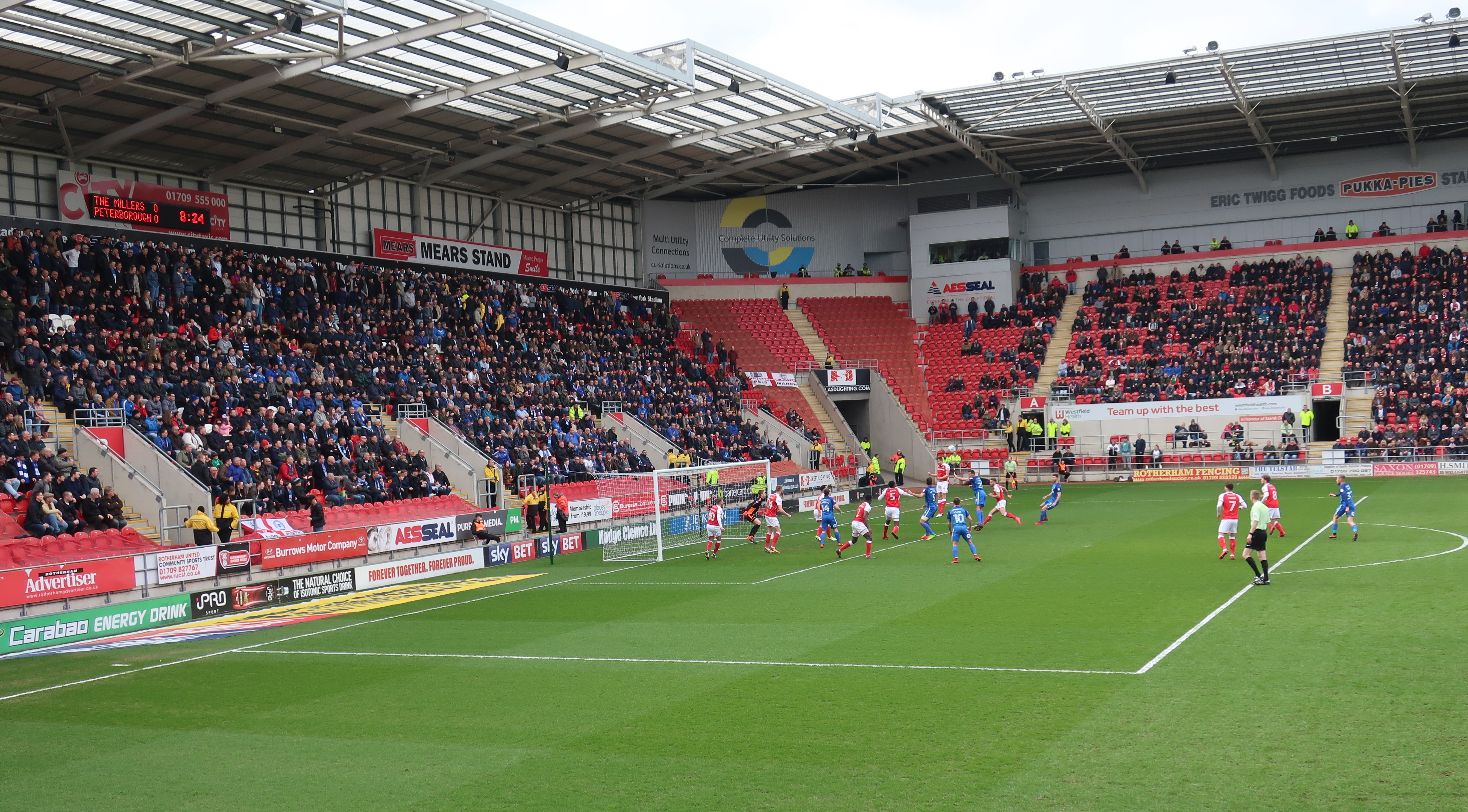
内観2
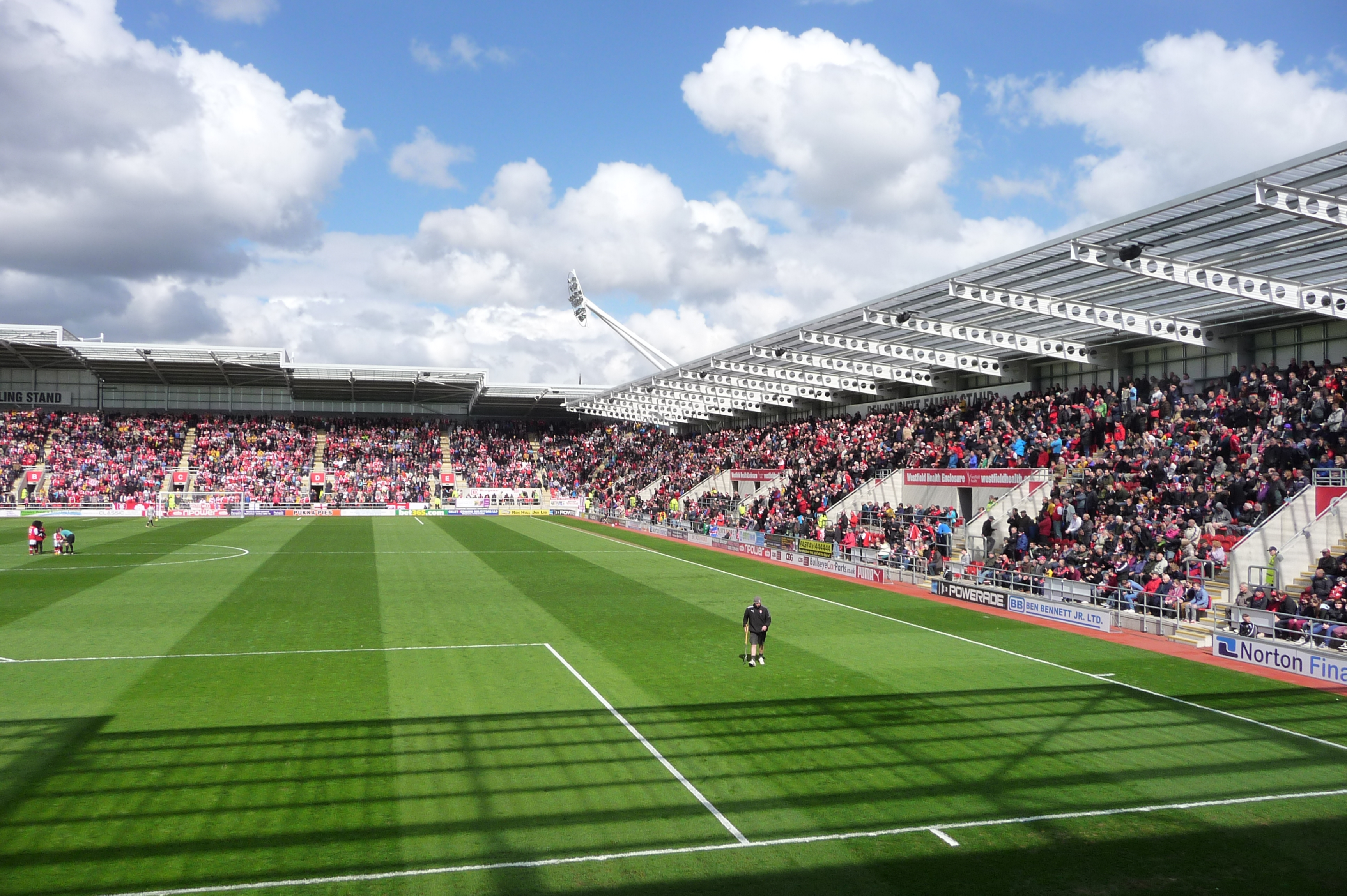
内観3